# Kiowa National Grassland
Pour les articles homonymes, voir Kiowa.
Kiowa National Grassland est une prairie nationale, située dans le nord-est du Nouveau-Mexique aux Etats-Unis. La Grassland du sud- ouest des Grandes Plaines comprend des prairies et une partie du canyon de la rivière Canadian.

## Sections
Elle est située dans deux unités non adjacentes du nord-est du Nouveau-Mexique. La prairie a une superficie totale de 555 km².
La prairie est administrée par le US Forest Service avec la forêt nationale de Cibola et la Black Kettle, McClellan Creek et Rita Blanca National Grasslands, à partir du siège social commun situé à Albuquerque, au Nouveau-Mexique. Il y a des bureaux de district de gardes forestiers locaux à Clayton.

### Communautés
La communauté de Mills se trouve dans l'unité ouest du Kiowa National Grassland. Clayton est la ville la plus proche de l'unité orientale des Prairies.

## Description
Les deux unités du National Grassland consistent en un patchwork de terres publiques entrecoupées de terres privées. Les élévations sur la prairie varient de 1400 à 1900 m, ce qui est suffisant pour modérer quelque peu les températures estivales des Grandes Plaines. Les précipitations annuelles sont d'environ 380 mm dans toute la prairie avec juillet et août les mois les plus humides et janvier et février les plus secs.
Steppe semi-aride, la prairie à herbes courtes est la végétation la plus commune, couvrant 79 pour cent du Grassland (y compris le côté Grassland national Rita Blanca). Dix pour cent des terres sont couvertes de bois de Pins à pignons et genévriers, presque entièrement dans le secteur ouest. Quelques peuplements de pins ponderosa se trouvent dans le canyon de la rivière Canadienne dans le secteur ouest. Neuf pour cent de la couverture végétale sont des armoises sableuses et un pour cent est de la forêt riveraine de peupliers et de saules. La rivière canadienne est le seul cours d'eau permanent. Les lacs de Playa (lacs peu profonds qui retiennent l'eau de pluie une partie de l'année) sont généralement trouvés.

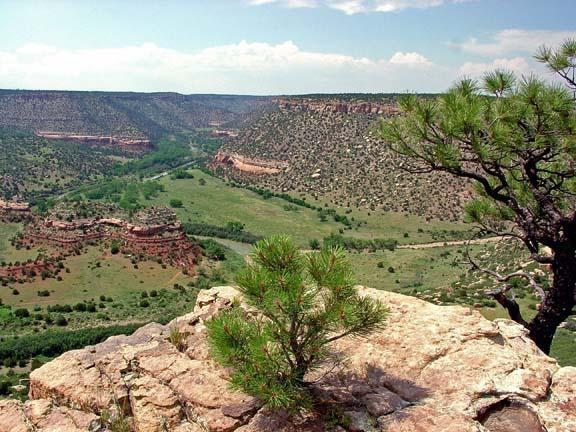
La Canadian River Canyon près de Mills, au Nouveau-Mexique, a été proposée comme zone de nature sauvage.

La quasi-totalité des terres de la prairie nationale de Kiowa est louée à des éleveurs pour le pâturage du bétail, qui est la principale activité économique de la région.

## Loisirs

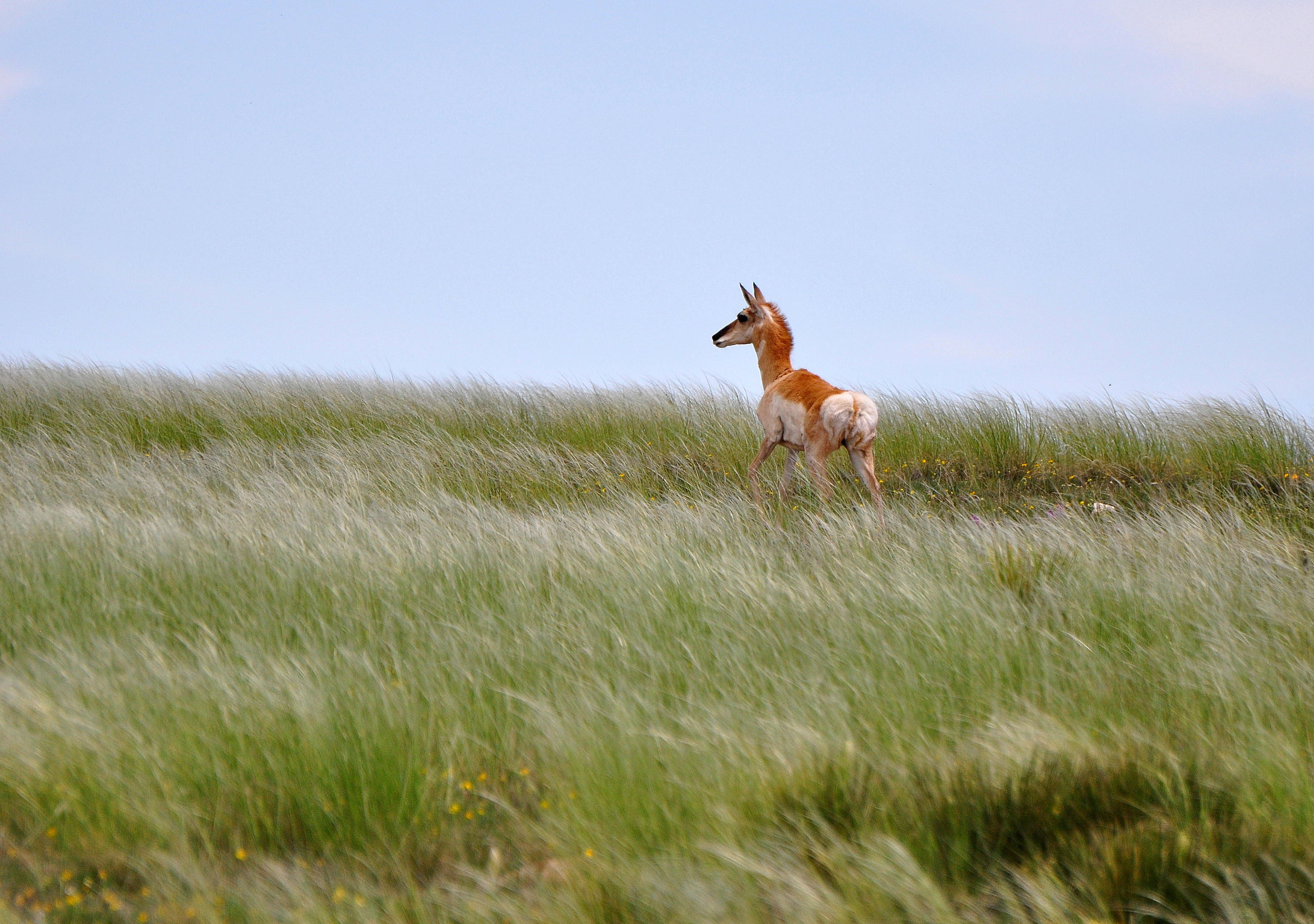
Antilope d'Amérique, prairies nationales du Kiowa

Une Wilderness Area de 2441 hectares a été proposée en 2008 pour le canyon de la rivière Cimarron. La proposition préserverait l'état vierge d'environ huit miles du canyon. La pêche, la chasse et les déplacements non motorisés seraient autorisés dans la zone sauvage.

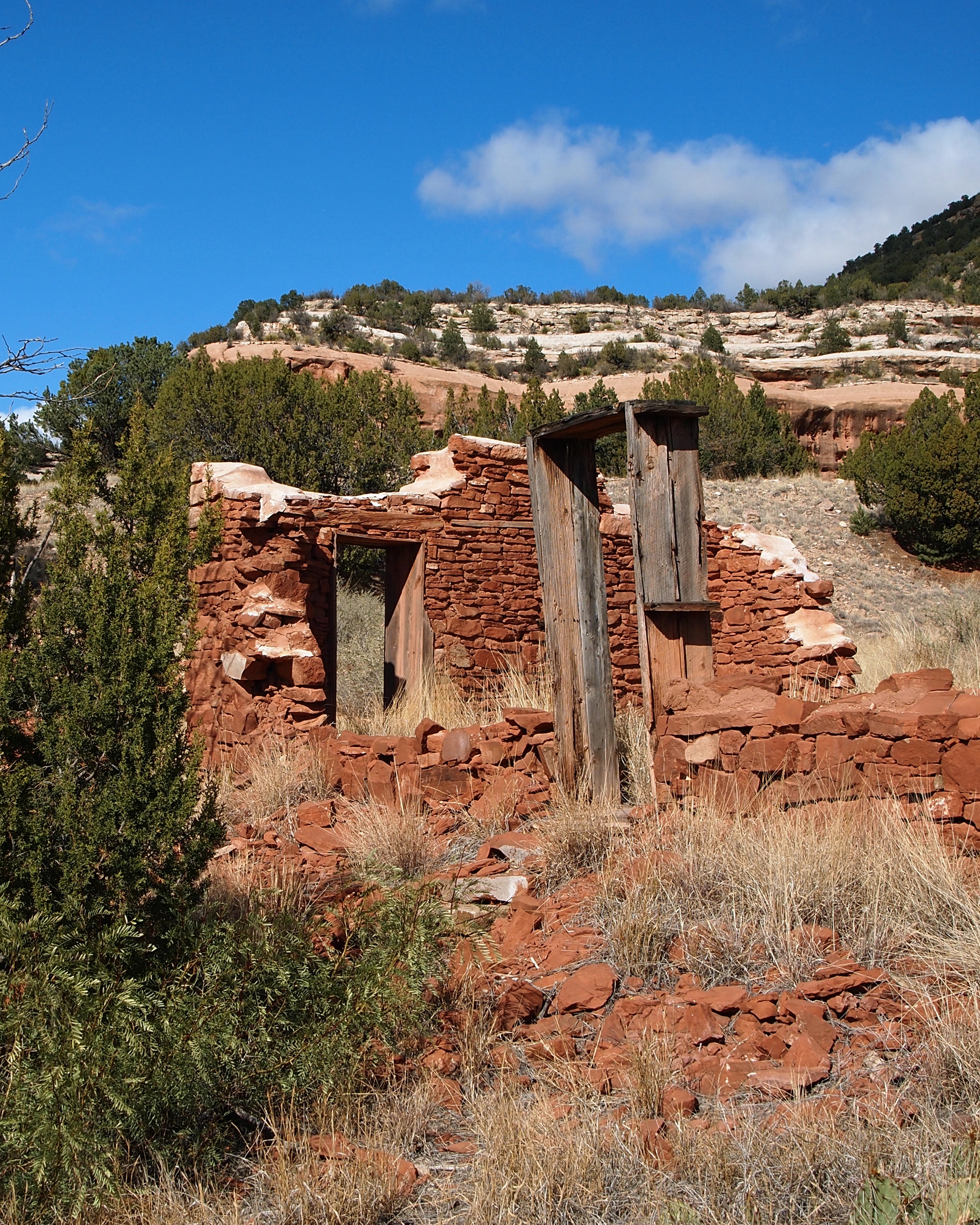
Ruines de Mill's Canyon, Kiowa Natl. Grassland

## Voir également
- Prairies des grandes plaines (États-Unis)
- Graminées indigènes de la région des Grandes Plaines
- Prairies nationales de Black Kettle
- Cimarron National Grassland
- Prairies nationales des Comanches
- Prairies nationales du ruisseau McClellan
- Prairie nationale de Rita Blanca